# Mouvement LGBT
Pour un article plus général, voir Lesbiennes, gays, bisexuels et transgenres.

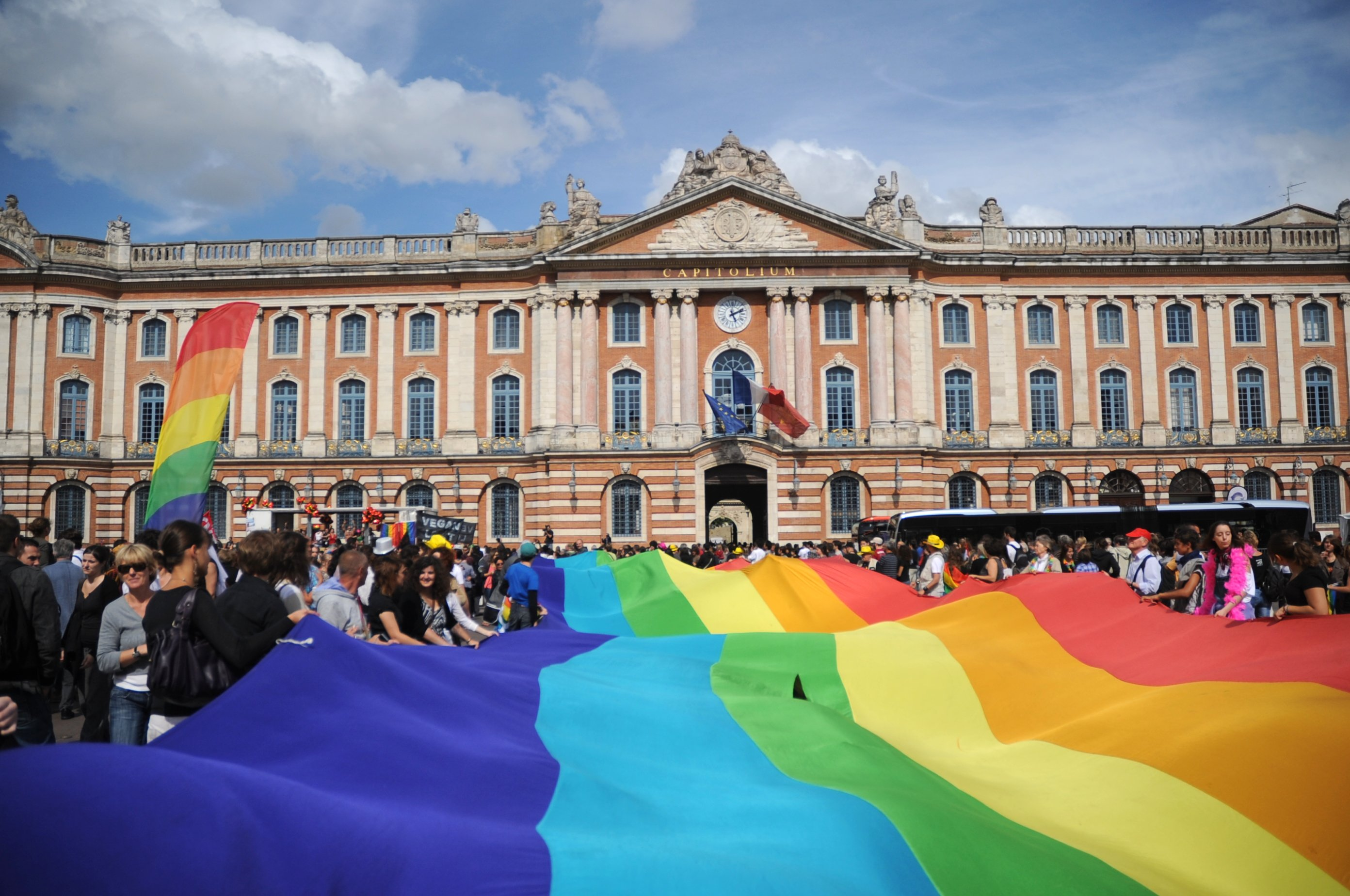
Marche des fiertés à Toulouse, en France.

Le mouvement lesbien, gay, bisexuel, trans, queer et intersexe (LGBTQI+) est l'ensemble des mouvements et actions individuelles ou collectives visant à améliorer les conditions de vie des minorités sexuelles et de genre, notamment celles qui relèvent de l'homosexualité masculine, du lesbianisme, de la bisexualité, de la transidentité, de l'intersexuation, de la non-binarité, et de toute autre identité queer de façon générale.
Un objectif fréquemment avancé par ces mouvements est la libération de l'ensemble de la société de la biphobie, de l'homophobie, de la lesbophobie et de la transphobie, notamment par l'égalité des droits (civils, politiques et sociaux) pour les personnes LGBT.
Il n'existe pas d'organisation qui regroupe l'ensemble des LGBT et de nombreuses structures existent dans différents pays à travers le monde. Le mouvement se concrétise notamment par des actions militantes, culturelles et artistiques ou des manifestations de rue telles que la Marche des fiertés.

## Périmètre et appellation

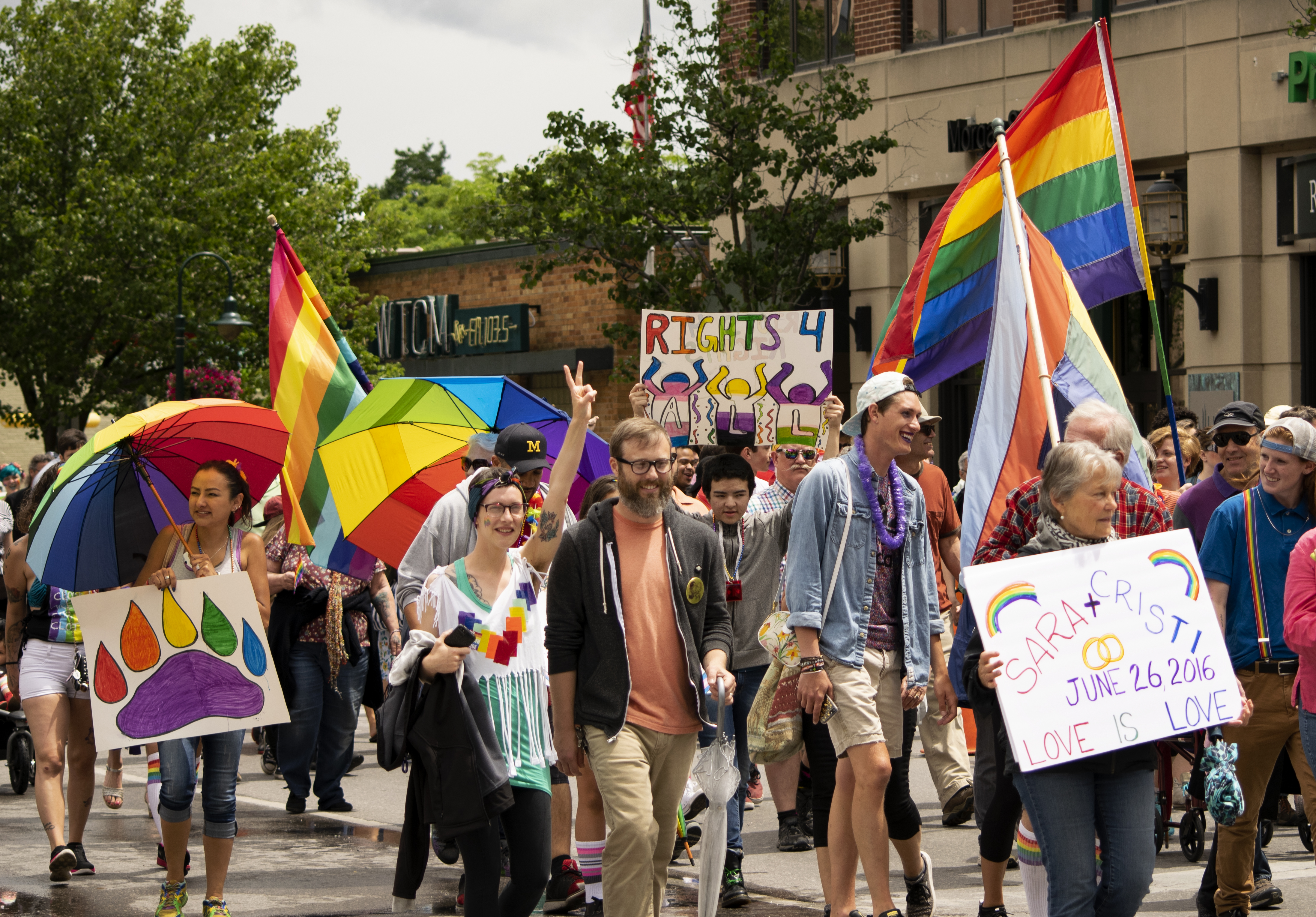
Marche des fiertés en 2017.

Le terme « mouvement LGBT » peut désigner deux concepts proches : le premier est l'ensemble des mouvements politiques des minorités sexuelles et de genre, qu'ils soient spécifiques à une communauté ou pas ; le second est la sous-partie de ces mouvements qui sont spécifiquement mixtes : la première conception classe ainsi le militantisme lesbien non mixte comme faisant partie du mouvement LGBT, tandis que la seconde le voit comme un autre mouvement différent et complémentaire.
Outre le terme « mouvement LGBT » et ses variations (« mouvement LGBTI+ », « mouvement LGBTQIA », etc), on rencontre aussi, jusqu'au début du XXIe siècle, le terme « mouvement gay et lesbien » ; le terme polysémique « queer » ou le mot « transpédégouine » peuvent aussi être utilisés, chaque expression étant porteuse de valeurs et objectifs politiques propres,. Alors que tous ces termes peuvent être utilisés par les militants LGBTI+ eux-mêmes, les expressions tels que « lobby gay » sont exclusivement utilisées par les opposants aux revendications politiques des minorités sexuelles et de genre.

## Histoire

### Première moitié duXIXesiècleen Europe
Les penseurs européens de l'émancipation des personnes homosexuelles du début du XIXe siècle seront aux origines d'un militantisme visant à la dépénalisation de l'homosexualité, l'arrêt de la pathologisation et l'acceptation sociale de sexualités autres qu'hétérosexuelles. L'écrivain suisse Heinrich Hössli (1784-1864) publie dès 1836 le premier essai dans lequel sont demandés des droits pour les personnes concernées par les « amours masculines », selon sa formule. En Allemagne, le juriste Karl-Heinrich Ulrichs (1825-1895) publie plusieurs volumes de ses (Forschungen über das Räthsel der mannmännlichen Liebe (« Recherches sur l’énigme de l’amour entre hommes ») entre 1864 et 1879, et, en 1865, un manifeste en faveur de la création d'une fédération d'uranistes (terme ancien pour désigner les hommes homosexuels) ; il se déclarera lui-même uraniste en 1869. Il lutte également contre l'article du Code pénal allemand qui condamne les « relations contre-nature entre hommes ». Il vivra par la suite un exil en Italie, où il mourra.

### De 1860 aux années 1960: les débuts du militantisme homosexuel
Dans les premières décennies du XXe siècle, l'Allemagne est considérée comme un État très libéral, et Berlin tout particulièrement. En 1897 y est créé le Comité scientifique humanitaire à l'initiative du médecin et sexologue Magnus Hirschfeld (1868-1935). Le comité a pour objectif de faire abolir un article de la législation allemande, le paragraphe 175, en vertu duquel les comportements homosexuels masculins sont réprimés ; il édite aussi des publications sur l'homosexualité (livres, brochures, revue). Malgré la loi, une certaine tolérance est néanmoins de mise. À Berlin par exemple, les homosexuels possèdent ainsi leurs bars, leurs restaurants, et même une revue, Der Eigene. Malgré tout, l'Allemagne est secouée par un scandale retentissant à travers l'affaire Harden-Eulenburg.

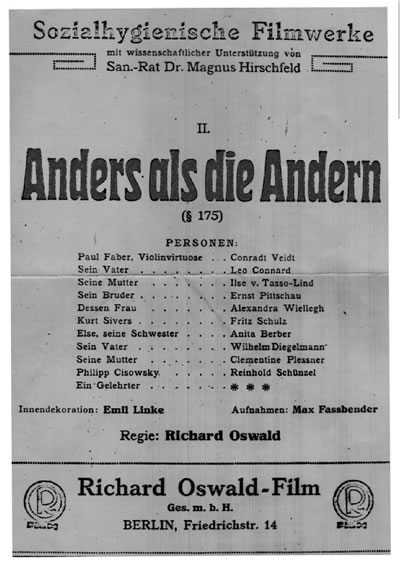
Affiche du film Anders als die Andern (Différent des autres), 1919.

Le Comité scientifique humanitaire devient officiellement la première association au monde à prendre la défense des droits des homosexuels. Des ramifications sont développées dans nombre de pays occidentaux, mais à une échelle encore restreinte. En 1919, le comité réalise le film pédagogique Anders als die anderen (Différent des autres, réalisé par Richard Oswald, écrit par Richard Oswald et Magnus Hirschfeld) concernant les conséquences de l'homophobie et dénonçant lui aussi le paragraphe 175 du Code civil allemand. Le fondateur Magnus Hirschfeld crée un nouveau centre en 1919, baptisé Institut für Sexualwissenschaft (Institut de recherche sexuelle), qui devient un important carrefour de documentation et d'information jusqu'à sa destruction par les nazis dans les années 1930. D'autres organisations militantes homosexuelles verront le jour par la suite, dont : la Communauté des spéciaux, fondée par Adolf Brand (1874-1945), et l'Union des droits de l'homme, fondée par Friedrich Radszuweit (1876-1932) en 1922, première organisation ouverte aux militantes lesbiennes. À cette époque, la loi ne condamne pas les relations lesbiennes mais les militantes concernées souhaitent être visibles dans le mouvement homosexuel.
En 1921, Magnus Hirschfeld et d'autres créent la Ligue mondiale pour la réforme sexuelle : elle rassemble notamment des médecins réformateurs et des représentants de 25 pays du monde (dont 16 pays d'Europe) ; la Ligue demande aux États d'avoir « une attitude rationnelle […] à l’égard des homosexuels, hommes et femmes » et que les relations sexuelles entre adultes consentants soient considérées de l'ordre de la vie privée.

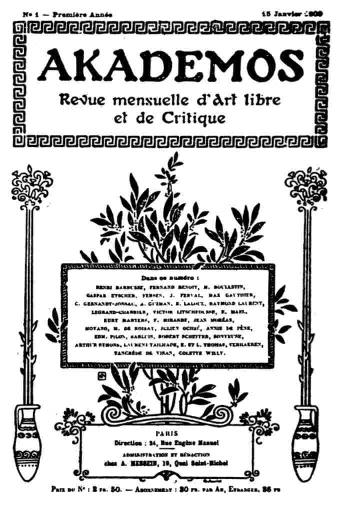
Couverture du premier numéro de la revue Akademos.

La première revue homosexuelle à paraître en France est Akademos en 1909. Cette revue mensuelle « d'Art libre et de Critique » est créée par le baron Jacques d'Adelswärd-Fersen (descendant d'Axel de Fersen), elle ne parait qu'une année et il faut attendre le 15 novembre 1924 pour qu'une nouvelle revue apparaisse sous le titre Inversions. Elle est rebaptisée L'amitié à partir de 1925 et n'a qu'une brève existence, les deux auteurs étant condamnés pour outrage aux bonnes mœurs. C'est la création du mensuel Futur en octobre 1952, suivi par la revue Arcadie à partir de janvier 1954, qui lance de fait le premier mouvement homosexuel organisé en France.
Alors que la sous-culture homosexuelle sort de l'ombre en Allemagne, elle demeure principalement le fait des hommes. Un certain activisme lesbien réussit néanmoins à surgir dans les milieux féministes allemands, mais c'est en France que le mouvement lesbien connaît un réel épanouissement[réf. nécessaire] grâce à l'arrivée d'intellectuelles américaines, des écrivains, des artistes françaises ; Renée Vivien, Colette, Polaire, Rachilde, Romaine Brooks, Gertrude Stein, Djuna Barnes, Claude Cahun… À Paris, l'Américaine Natalie Clifford Barney ouvre un salon où converge entre 1909 et 1939 toute une communauté de femmes artistes, dont un bon nombre sont ouvertement lesbiennes.
En Allemagne, en 1933, alors que l'extrême droite avait gagné en popularité les années précédentes, les nazis répriment violemment les mouvements homosexuels et la Ligue est dissoute, ses membres exilés (le Parti national-socialiste des travailleurs allemands (NSDAP) fondé en 1920 par Adolf Hitler arrive au pouvoir en 1933 et ouvre la période du Troisième Reich, le régime politique allemand de 1933 à 1945). Durant la Seconde Guerre mondiale, la seule organisation poursuivant son œuvre est le Cercle, fondé par l'acteur allemand Karl Meier (1897-1974) en 1932 et basé à Zurich, en Suisse ; cette organisation publie notamment un bulletin de liaison, qu'elle diffuse à l'étranger et qui est l'unique publication régulière homosexuelle de cette période.
Après la Seconde Guerre mondiale, les années 1950 voient réapparaître les « clubs » favorisant la sociabilité homosexuelle au moyen de conférences, excursions, bals masqués parfois. Des organisations militantes sont de nouveau créées, comme l’International Comitee for Sexual Equality (ICSE, Comité international pour l’égalité sexuelle), à Amsterdam, qui réclame des droits pour toutes les personnes homosexuelles, ou l'association homophile Arcadie en France, fondée en 1954 par André Baudry (1922-2018). La revue française Arcadie reçoit dans la même période un succès grandissant, malgré un amendement de la loi française (amendement Mirguet) qui catégorise l'homosexualité parmi les « fléaux sociaux », de 1960 à 1980. Dès 1960, l'Homosexual Law Reform Society, organisation britannique, milite pour la dépénalisation de l'homosexualité au Royaume-Uni.

### 1960-1980: la révolution sexuelle
Dans les années 1960, alors que les sociétés occidentales connaissent une révolution sexuelle, la communauté homosexuelle s’organise politiquement pour se défendre contre l'homophobie et les persécutions qu’elle subit, à l'instar d'autres mouvements qui se développent à la même époque — notamment le mouvement de libération des femmes et le mouvement Black Power aux États-Unis — et s'imprègne du discours révolutionnaire qui caractérise alors la jeunesse contestataire.
Par ailleurs, aux États-Unis, différentes institutions et organisations liées aux personnes transgenres apparaissent, telles que l'Erickson Education Foundation, créée par Reed Erickson (1911-1992) en 1964, ou bien la Beaumont Society, créée au Royaume-Uni en 1966. La première participera notamment financièrement au développement des mouvements pour les droits civils des homosexuels des années 1960 aux années 1980, et sera aussi une ressource pour les personnes transgenres en matière d'information et de conseils ; la seconde diffusera de l'information sur la communauté transgenre dirigée vers le grand public et fonctionnera encore dans les années 2020. En 1966, alors que la police harcelait la communauté transgenre depuis plusieurs décennies pour port de vêtements de l'autre genre et du maquillage alors que cela ne faisait pas partie des mœurs admises, de violentes émeutes ont lieu sur la Côte Ouest des États-Unis.
En 1967, l'homosexualité est dépénalisée en Angleterre et au Pays de Galles.
En France, en mai 1968, des mouvements homosexuels révolutionnaires s'inspirant du Gay Liberation Front américain (GLF, Front de libération gay) voient le jour.

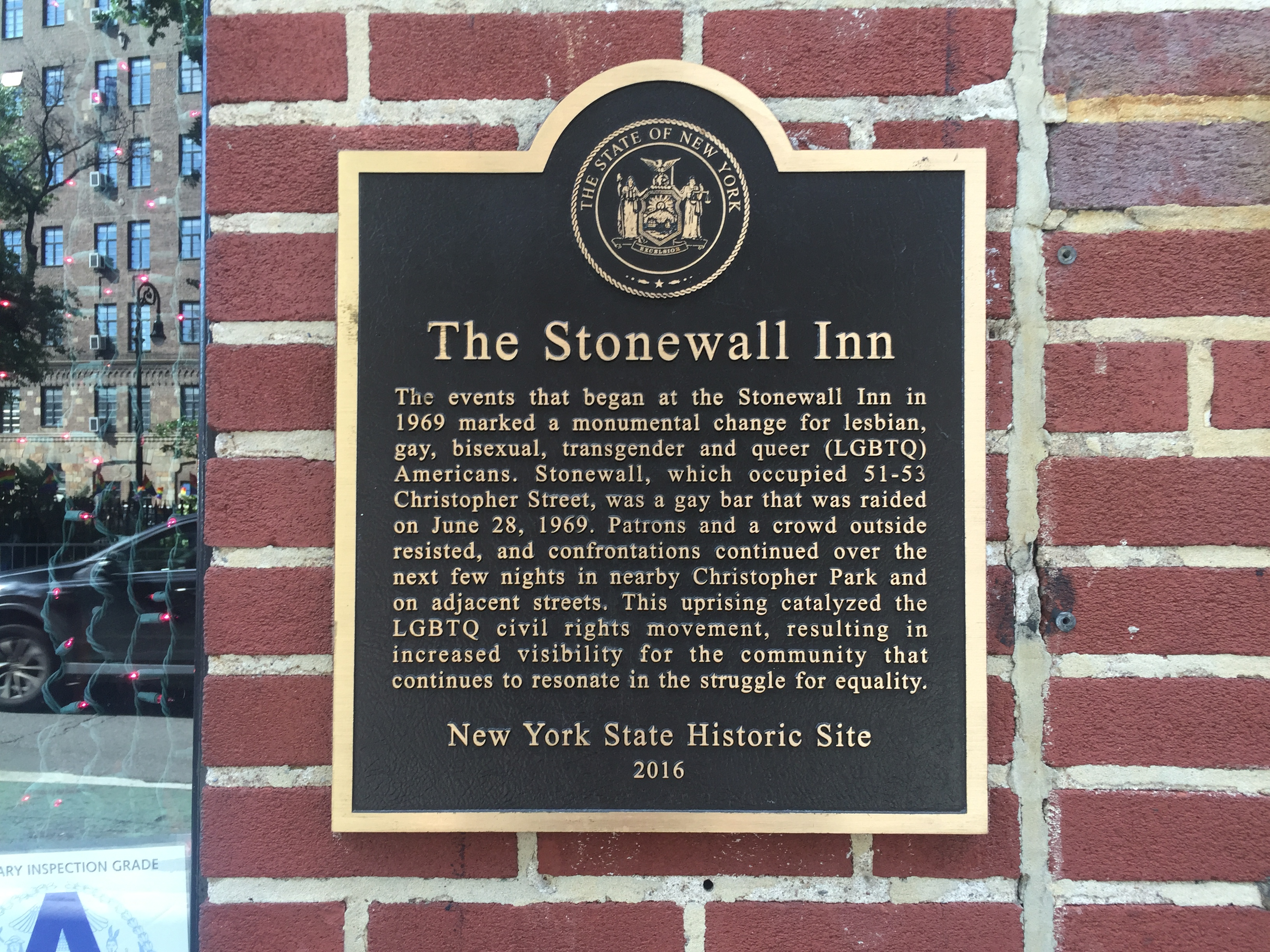
Plaque commémorative au Stonewall Inn.

Le mouvement homosexuel fait véritablement son apparition en juin 1969, au cours des émeutes de Stonewall qui explosent à New York autour du bar Stonewall Inn — celles-ci ont plus largement trait aux personnes LGBTQI+. Cet établissement du quartier Greenwich Village (à New-York) fait, le soir du 28 juin, l’objet d’une descente policière qui est ressentie par les clients comme « la descente de trop ». Des émeutes ont lieu dans le bar et dans les rues avoisinantes : des policiers sont pris en otages, et pendant plusieurs jours environ 2 000 émeutiers affrontent les forces de l'ordre dans le quartier.
La drag queen et femme transgenre Marsha P. Johnson (1945-1992) est connue pour avoir participé aux manifestations contre la police lors des émeutes de Stonewall. Cette militante a montré la présence des personnes transgenres qui existent dans la communauté LGBT. Sa présence a notamment été connue à travers les manifestations, la Marche des fiertés et surtout après sa mort. La police conclut sa mort comme un suicide, une conclusion fortement contestée par la communauté LGBT de New York. La diffusion à travers les journaux et documentaires a permis à la minorité transgenre de se faire connaître, leur donnant une bonne et mauvaise image. C’est-à-dire que cette communauté va recevoir beaucoup de soutien, encourageant l’émancipation des personnes transgenres, mais aussi un grand nombre de mécontentement, disant que ce n’est pas normal de vouloir changer son sexe, son genre. Beaucoup ont commencé à s’intéresser à cette minorité transgenre, et des inégalités dans la communauté LGBT même se sont fait connaître. La femme transgenre et drag queen Sylvia Riviera était également parmi les participants. Riviera et Johnson fonderont l'organisation Street Transvestite Action Revolutionaries (STAR), avec l'objectif d'aider les jeunes drag queens et femmes trans de couleur.
En 1971, différentes organisations militantes sont créées en Europe, par exemple un autre Gay Liberation Front au Royaume-Uni, l'Homosexuelle Aktion Westberlin (HAW) en République fédérale allemande (RFA), ou le Front homosexuel d’action révolutionnaire (FHAR) en France. En Europe toujours, la décennie 1970 connaît également plusieurs commémorations des émeutes du Stonewall Inn, ce qui rend aussi plus visibles les mouvements homosexuels. Toutefois, 1971 au Royaume-Uni marque par ailleurs un recul dans les droits des personnes transgenre dans ce pays, avec le divorce « Corbett contre Corbett (en) » ; si, jusque-là, les personnes qui avaient transitionné pouvaient avoir — sans réglementation officielle — un changement de genre sur leurs papiers d'identité, ce cas juridique a interrompu cette pratique pragmatique et créé un précédent juridique qui entraînera davantage de discrimination légale envers les personnes trans ou intersexes. En 1972, de son côté, la Suède, premier pays au monde dans ce cas, légalise la réattribution sexuelle. La même année, a lieu la première Marche des fiertés de Londres, avec environ 2 000 personnes y participant.
En 1977, aux États-Unis, la Cour suprême de New-York valide la possibilité pour Renee Richards (1934-), femme transgenre, de jouer au sein de la ligue professionnelle féminine de tennis ; cela a aussi eu un impact plus généralisé sur les sportifs transgenres. Par la suite, en 1979, est créée la Harry Benjamin International Gender Dysphoria Association (qui deviendra l'Association professionnelle mondiale pour la santé des personnes transgenres).
De plus, durant cette révolution sexuelle, deux mouvements sociaux sont en rivalité : le mouvement LGBT et le mouvement féministe. Les féministes montrent leur mécontentement sur le fait que l’homosexualité est dominée par la masculinité, et que les lesbiennes ne sont pas assez représentées, mises à l'avant.

#### Mouvement homosexuel en France
Dans l'histoire du mouvement LGBT en France, les premières initiatives de parole publique apparaissent via la revue Arcadie, fondée en 1954 par André Baudry. L'association du même nom est créée en 1957 sous le régime commercial d'une SARL. Ce club privé n'est ouvert qu'aux personnes majeures et exige l'abonnement à la revue.

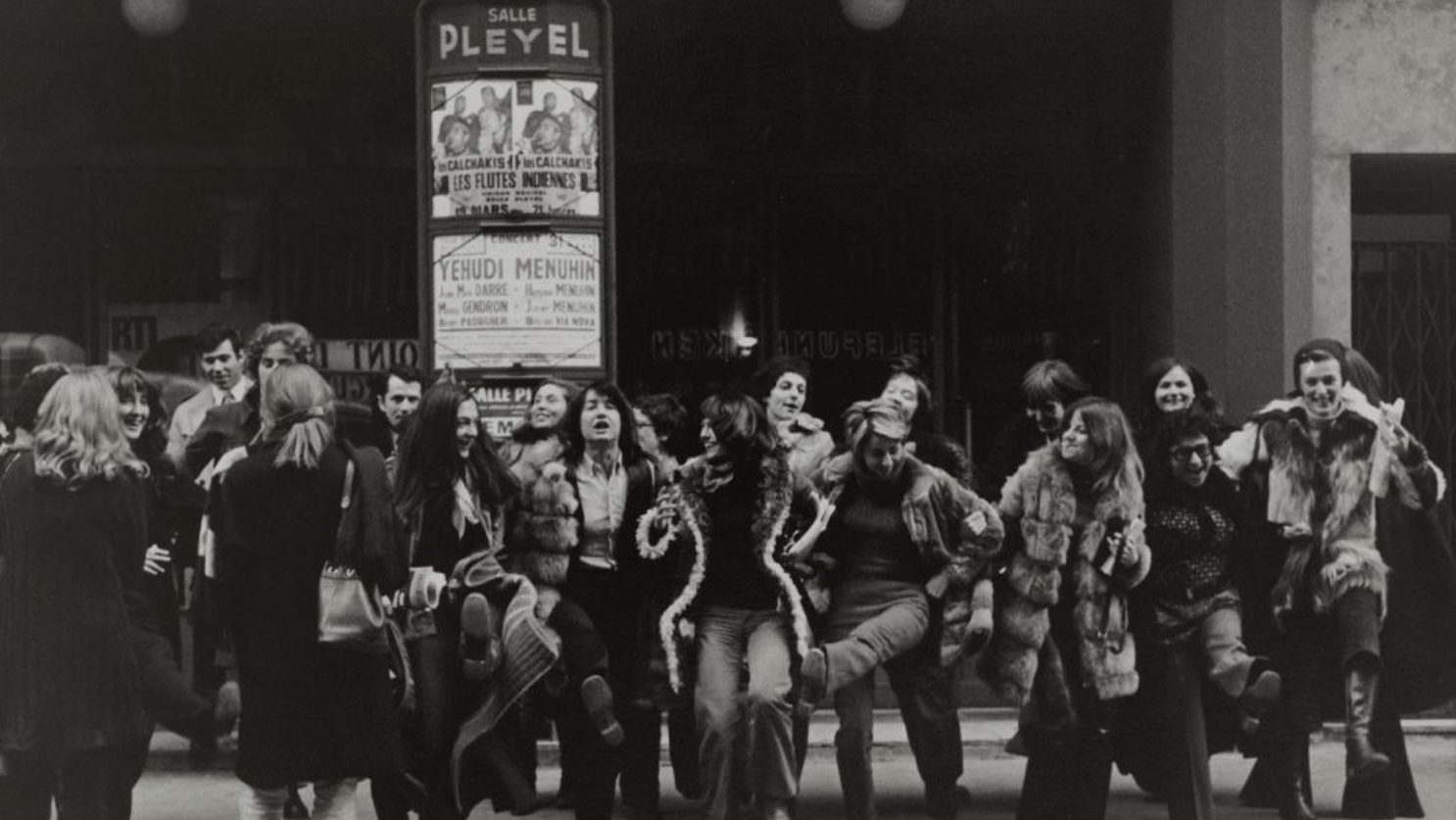
Le 10 mars 1971 à, à la suite de l'interruption de l'émission « L’homosexualité, ce douloureux problème » animée par Ménie Grégoire sur RTL dans la salle Pleyel, des militantes lesbiennes se prennent en photo.

En 1971 est créé le Front homosexuel d'action révolutionnaire (FHAR), rapprochement entre des féministes lesbiennes et des activistes gays, dont Guy Hocquenghem est l'un des principaux animateurs. La première grande action du militantisme homosexuel a lieu le 10 mars 1971 à 14 h 35 avec le FHAR. Ses membres vont interrompre une émission de la radio RTL animée par Menie Grégoire, intitulée « L’homosexualité, ce douloureux problème ». À l'époque, l'action est essentiellement organisée par des lesbiennes. Pour la première fois en France, des homosexuels prennent la parole en leur nom, devant le grand public, alors que le monopole d'État radiophonique et le choix des invités sur la question homosexuelle empêche toute contestation. L’émission est agitée, une dizaine de militantes s'est introduite dans le public et tente de prendre la parole. Le curé, invité de l’émission, parle une dernière fois avant l’intervention de Anne-Marie Fauret,.
Le mouvement LGBT est d'abord essentiellement porté par des lesbiennes[source insuffisante], parmi lesquelles de nombreuses militantes féministes, notamment les écrivaines Françoise d'Eaubonne et Monique Wittig. Mais, au fil des mois, la composante masculine du FHAR augmente de manière constante. L’auteur de l’Anthologie de l’anarchisme, Daniel Guérin, compte entre autres parmi les nouveaux membres, dont il représente l'esprit libertaire : « Démocratie directe » et « rejet du vedettariat » sont en effet des thèses politiques défendues par le FHAR. Issus des mouvements de révolte de Mai 68, les membres du FHAR veulent cependant confronter leurs idées au réel et certains d'entre eux, tels Daniel Guérin ou Françoise d'Eaubonne, vont ainsi jusqu'à se déshabiller en pleine assemblée générale pour « vivre jusqu'au bout » leur discours sur la libération du corps[réf. nécessaire]. Cependant, la présence de plus en plus forte des hommes au sein du FHAR, ainsi que des divergences de point de vue, poussent les femmes à s'en séparer. La scission, dont Monique Wittig est l'une des principales instigatrices, devient effective avec la création du groupe des Gouines rouges, qui se rallie ensuite progressivement au Mouvement de libération des femmes (MLF).
Peu après la fin du FHAR en 1974, des militants se regroupent au sein d'un groupe appelé Groupe de libération homosexuelle (GLH). Rapidement des GLH se créent dans toutes les principales villes françaises. Chaque groupe est autonome et développe un axe idéologique qui lui est propre. Cela donne lieu à de nombreuses dissensions entre les différents GLH. À Paris, ces dissensions provoquent en 1975 l'éclatement du GLH-Paris en trois organisations distinctes : le GLH-Politique et Quotidien d'orientation radicale, le GLH-Groupes de Base plus réformiste et le GLH-14XII (la scission a lieu le 14 décembre 1975) qui se définit lui-même comme « libertaire et anti-féministe ».

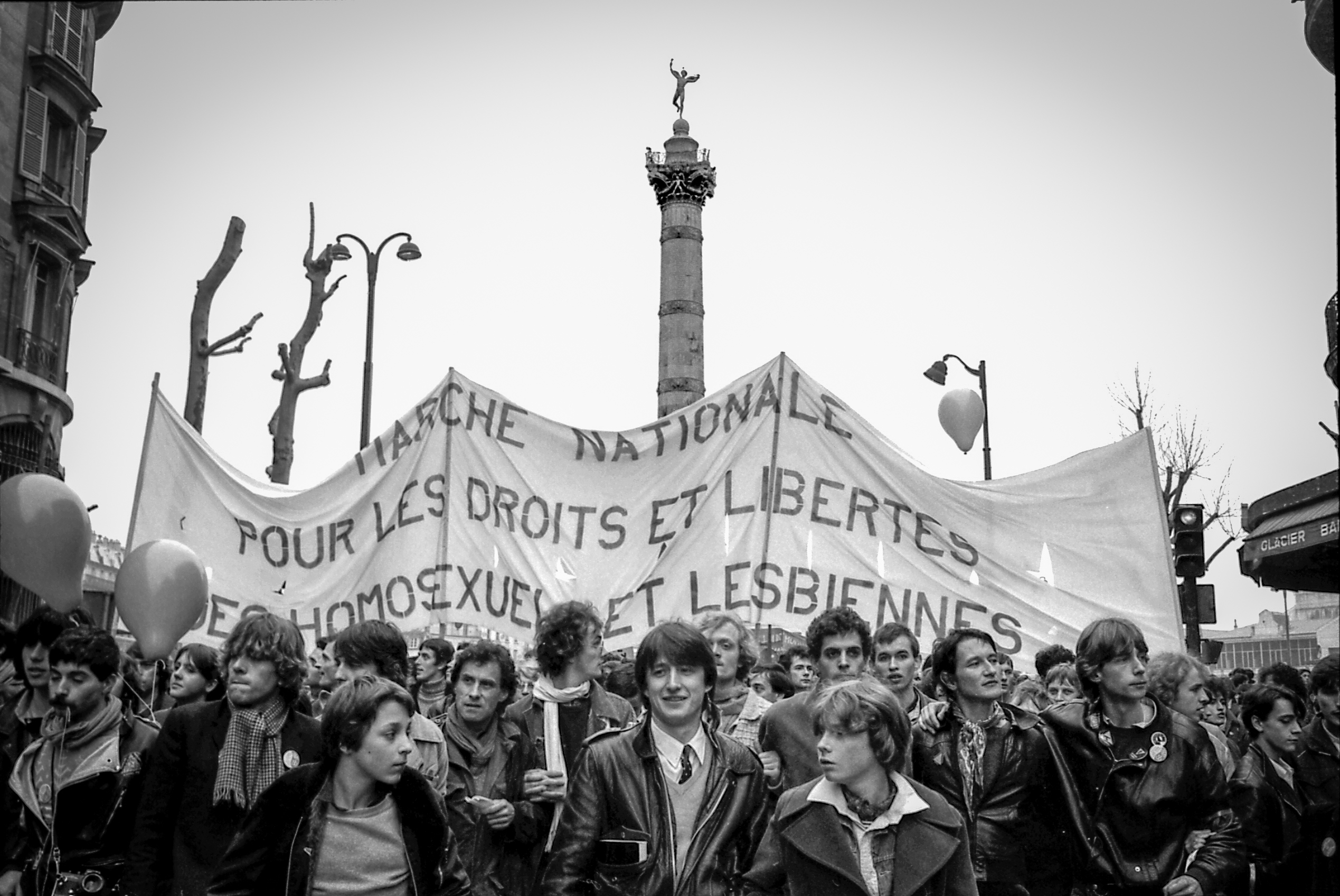
La première « Marche nationale pour les droits et les libertés des homosexuels et lesbiennes » organisée par le CUARH à Paris le 4 avril 1981.

Afin de dépasser les clivages idéologiques entre les groupes et avoir une action commune contre les discriminations, l’idée progresse de créer une structure fédérative. Ce débat a lieu lors de la première Universités d’été euroméditerranéennes des homosexualités organisée par le GLH-Marseille à l’été 1979. Le Comité d'urgence anti-répression homosexuelle (CUARH) est créé à cette occasion. Le CUARH rassemble les GLH, des mouvements lesbiens comme le MIEL, le Centre du Christ libérateur du pasteur Joseph Doucé, le pro-pédophilie Groupe de recherche pour une enfance différente, etc. Le groupe Arcadie envoie un observateur mais ne s’associera pas à la démarche.
Le CUARH se mobilise principalement pour la réforme du Code pénal et l’abrogation des dispositions discriminatoires de deux alinéas rédigés en des termes obsolètes (« contre nature », « impudique ») dans les articles 330 et 331.
Le CUARH organise la première « marche nationale pour les droits et les libertés des homosexuels et lesbiennes » à Paris de la place Maubert à Beaubourg le 4 avril 1981 à la veille des élections présidentielles. Avec 10 000 participants, cette marche est considérée comme la première véritable gay pride française. Les deux alinéas sont abrogées, le premier par la loi du 23 décembre 1980 (article 1er, V.), le second par l'article unique de la loi du 4 août 1982.

#### Mouvement homosexuel au Canada
La première association d’homosexuels à voir le jour au Québec est le Front de libération homosexuel (FLH) en mars 1971, lié au mouvement souverainiste.
C’est lors d’une marche anti-Canada, le 1er juillet 1971, que le Front de libération homosexuelle fait sa première apparition publique en y formant un contingent homosexuel. Un des membres du groupe, Denis Côté, y déclare alors que « la libération du Québec se ferait avec la collaboration de tous et qu’il fallait se libérer soi-même avant de libérer le Québec »[réf. nécessaire].
Constitué seulement d'une trentaine de membres au début, la formation politique passe rapidement à près de 200 personnes, une progression qui se répercute toutefois sur la composition idéologique du FLH. Ceux qui cultivaient une vision plus globale et politique deviennent minoritaires dans le FLH et choisissent de quitter ses rangs. En août 1972, la jeune organisation est dissoute, notamment en raison du harcèlement policier[réf. nécessaire].

### Années 1980 et 1990: diversification et lutte contre le sida

Drapeau arc-en-ciel originel à 8 couleurs, conçu et réalisé par le graphiste et militant américain Gilbert Baker, en 1978.

À partir des années 1980, le militantisme homosexuel adopte progressivement un discours intégrationniste. Ce virage se répercute sur la terminologie, qui cesse ses références à la « libération homosexuelle » et aux fronts révolutionnaires. L'emphase est désormais mise sur les droits des gays et lesbiennes, puis dans les années 1990 sur les droits LGBT, acronyme pour lesbiennes, gays, bisexuels et transgenres. C'est durant la décennie 1980 qu'est adopté le drapeau arc-en-ciel. La décennie voit aussi une professionnalisation du militantisme lesbien et gay, notamment avec des candidats aux élections qui s'annoncent homosexuels ; en 1989, Albert Eckert (1960-) est élu député de la liste alternative en Allemagne.
L'apparition de l'épidémie de sida et son développement dès le début des années 1980, qui fait de nombreux morts, notamment parmi les personnes homosexuelles — ce qui amplifie aussi les peurs et la discrimination envers les personnes LGBTQI+, et certaines lois se durciront à leur encontre —, voit se créer plusieurs organisations qui veulent informer le public et lutter contre le virus et la maladie ; c'est par exemple le cas de l'association britannique Terrence Higgins Trust (1982), de Deutsche Aids Hilfe (1983) en Allemagne, France Aides (1984) en France, AIDS Coalition to Unleash Power (ACT UP) aux États-Unis (1987), et Act'Up (1989) en France. Dès 1989, du fait de l'ampleur des mobilisations, les États de l'Union européenne en construction sont poussés par le Parlement européen à dépénaliser les relations homosexuelles et accorder la possibilité de s'unir légalement aux couples de même genre. Concernant les droits des personnes transgenres, dès 1986, l'auteur et militant américain, homme transgenre et publiquement gay, émet des travaux concernant les hommes trans. L'International Foundation for Gender Education (IFGE) est créée aux États-Unis en 1987. En 1993, l'homosexualité n'est plus considérée comme une maladie mentale par l'Organisation mondiale de la santé (OMS).

Le Drapeau arc-en-ciel LGBTQ+.

Dans le même temps, les luttes des minorités sexuelles convergent, avec notamment plus de visibilité des mouvements trans et intersexes. Le sigle LGBTQI apparaît. L'Association Beaumont Continental (ABC), créée en 1975, lutte contre le fait de faire des personnes transgenres des personnes atteintes de pathologie mentale (en France, la fin de cette pathologisation sera obtenue en 2010). Pour les personnes intersexes, c'est notamment l'Organisation internationale des intersexes (OII) qui demande la fin de la catégorisation binaire selon deux identités sexuelles (masculine ou féminine), la fin de l'assignation du sexe à la naissance, et la fin des mutilations génitales sur les personnes auxquelles on assigne un sexe.
En France, après l'abrogation des articles de loi discriminatoires, alors que le Comité d'urgence anti-répression homosexuelle (CUARH) cesse d'exister en 1987, le mouvement homosexuel français se diversifie. Une part des militants réclament l'égalité des droits civiques comme les Gais pour les libertés (GPL) ou Homosexualités et socialisme (HES). Ils élaborent notamment différents projets de contrat d'union civile qui finissent par donner naissance au Pacte civil de solidarité (PACS, proposé dès 1990, adopté en 1999). Les revendications du mariage homosexuel (possible en France depuis mai 2013) et de l'homoparentalité succèdent à l'adoption du PACS. Alors que le commerce gai se développe, que des nouveaux moyens de communication apparaissent (minitel, presse gratuite), de nombreux groupes se créent autour de la socialisation et la convivialité (randonnée, sport, groupes de rencontres affinitaires ou ethniques, etc.). Dans le même temps, le développement de la pandémie du sida frappe durement le milieu militant et pousse à la création de groupes ou d'associations destinés à la lutte contre la maladie et la prévention (associations Vaincre le sida, Arcat, AIDES et Act Up-Paris).
Au mouvement de libération gay succède donc un mouvement protéiforme pour les droits des personnes LGBT que certains qualifient d'intégrationniste. Les cibles changent et les moyens de les atteindre aussi : les nouveaux militants ne réclament plus l'abolition du « capitalisme sauvage » ou de l'« hétéropatriarcat » et les revendications sont davantage pragmatiques.
Ce n'est pas la fin de tous les groupes radicaux, l'émergence de mouvements comme ACT UP, Queer Nation (en) et Lesbian Avengers dans les années 1990, ou encore Les Panthères roses au début du XXIe siècle, affichent une filiation avec l'esprit de Stonewall.
En 1990, le film Paris is Burning de la réalisatrice américaine Jennie Livingston, qui s'intéresse à la ball culture dans le quartier Harlem de New-York, offre une plus grande visibilité aux personnes transgenres ; ce film conservera de l'importance dans les décennies suivantes. Cependant, d'autres films ou émissions télévisées apportent un point de vue négatif sur les personnes transgenre. Dans le même temps, la violence envers les personnes transgenre devient plus visible : un exemple en est le viol et le meurtre de Brandon Teena — qui fera par ailleurs l'objet du film biographique Boys Don't Cry (1999). Le premier Transgender Day of Remembrance (Journée du souvenir trans) a lieu aux États-Unis en mémoire de Rita Hester, victime elle aussi d'un meurtre, en 1998. D'autres personnes transgenre ou ayant des relations avec elles seront tuées elles aussi. Dans ce même contexte, différentes organisations en faveur des droits des personnes trans verront le jour dans la décennie 1990, telles que Press for Change (1991) ou Mermaids (1995). La première jurisprudence dans le monde à empêcher une personne transgenre d'être discriminée dans le domaine de l'emploi a lieu en 1996 ; par la suite, progressivement, la visibilité et les droits des personnes transgenres verront des évolutions positives.
Sur le continent africain — où l'homosexualité ou certaines minorités sexuelles existent depuis longtemps mais en étant pensées de différentes manières —, les revendications et transformations politiques des années 1990 en Afrique du Sud ont pu avoir un effet quant au déclenchement d'un processus qui a vu les personnes faisant partie des minorités sexuelles s'afficher et s'affirmer, ce qui a aussi engendré des controverses ainsi que diverses mobilisations. En Afrique du Sud, c'est au début des années 1980 qu'ont été créées les premières organisations homosexuelles ; 1988 voit naître la première association multiraciale et en lutte contre l'apartheid ; en 1990, a lieu la première Marche des fiertés du pays, à Johannesburg. L'interdiction de toute discrimination liée à l’orientation sexuelle entre dans la Constitution d'un pays du monde pour la première fois en 1996 en Afrique du Sud, sous la présidence de Nelson Mandela. En 2006, ce pays devient aussi le premier d'Afrique à rendre le mariage de personnes de même genre légal. Les personnes homosexuelles et les autres minorités sexuelles ont ainsi gagné en visibilité et en droits dans ce pays, ce qui a inspiré d'autres communautés et d'autres pays, mais cela a aussi renforcé certaines positions homophobes, y compris à la tête de certains autres pays de la région ; certains évènements qui ont eu lieu sur le continent ont aussi eu un retentissement à l'international. Sur le reste du continent, différentes mobilisations collectives prennent forme dans les années 1990 et 2000 (par exemple avec la création des organisations Gays and Lesbians of Zimbabwe (Galz) en 1990, Alternatives-Cameroun en 2006, Rainbow Identity en 2007). Toutefois, comme l'indique Christophe Broqua : « la publicisation de l’homosexualité relève d’un double phénomène de défense et de condamnation », l'un pouvant amener à une réaction de renforcement l'autre, et inversement.

### Depuis 2000: combat pour l'égalité des droits

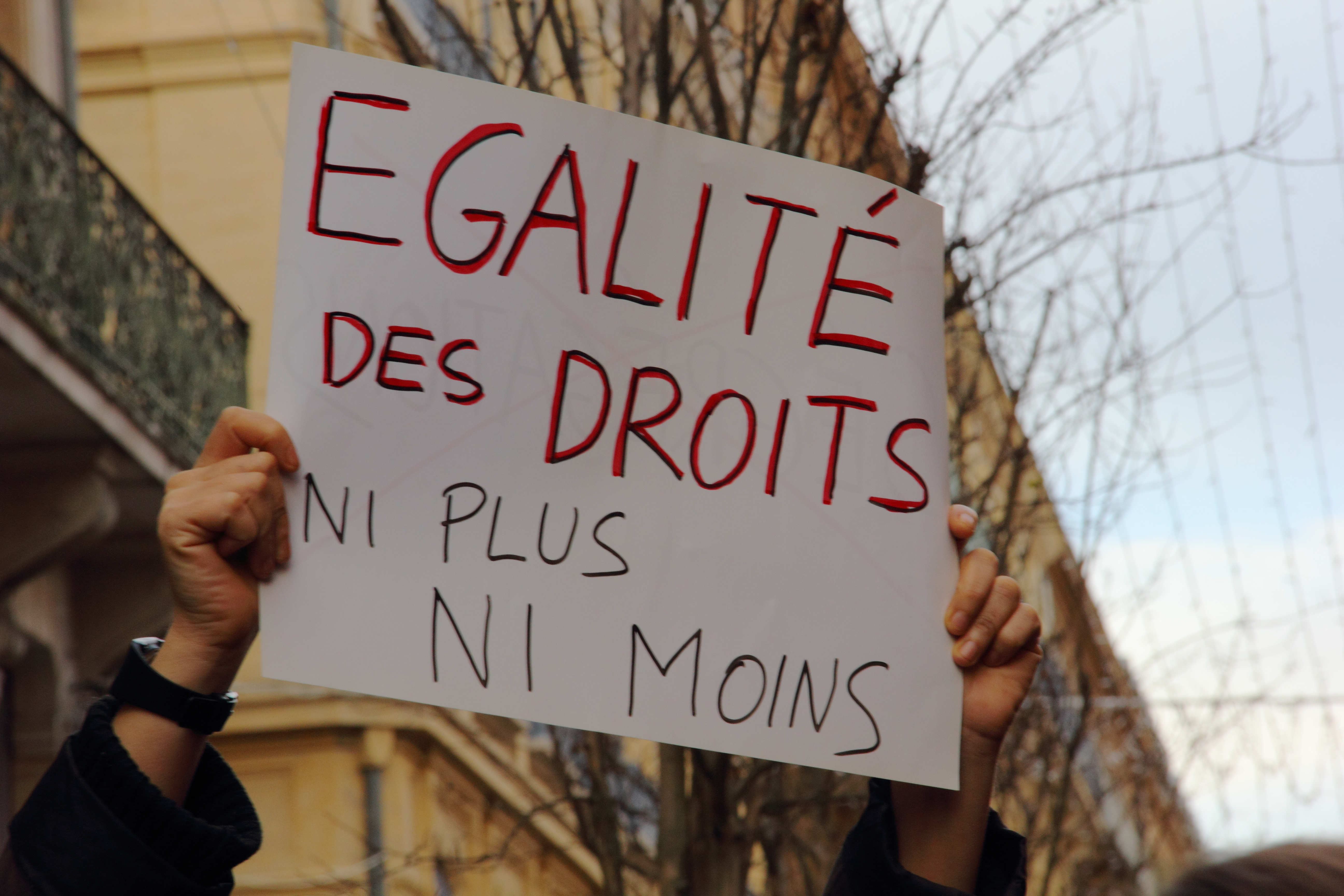
Manifestation pour le mariage des couples homosexuels en 2012.

La Charte des droits fondamentaux de l'Union européenne (appuyée par la jurisprudence), adoptée le 7 décembre 2000, comporte notamment l'interdiction des discriminations fondées sur le genre (y compris pour les personnes transgenres) et sur l'orientation sexuelle ; elle engendre aussi plus d'attention aux demandes du mouvement LGBTQI+ de la part des États de l'Union. Au Royaume-Uni, entre 2002 et 2004, les besoins des personnes transgenres sont davantage pris en compte, les personnes transgenre peuvent avoir le genre auquel elles s'identifient sur un nouveau certificat de naissance et peuvent se marier avec la personne de leur choix.
Dans le reste du continent européen, peu d'attention, voire une répression franche répondent aux revendications et au militantisme LGBTQI+ ; en Russie depuis 2013, par exemple, ce qui est décrit comme « propagande homosexuelle » a des dispositions à son encontre, et en Tchétchénie les personnes homosexuelles sont persécutées — constat fait en 2017.
En 2005, a lieu la première Journée mondiale contre l'homophobie ; elle deviendra quatre ans plus tard la Journée mondiale contre l’homophobie et la transphobie.
En Afrique, la décennie 2000 voit grandir ce qui avait débuté précédemment en matière de davantage de visibilité des personnes LGBTQI+ et de leurs droits, ainsi que les controverses et différents évènements liés ; certaines « affaires » ou situations ont également eu un retentissement international, avec des réactions de gouvernements et de personnalités en faveur de la reconnaissance et des droits des personnes LGBTQI+. Les réactions sont très diverses et la controverse forte (même si ses acteurs peuvent être très différents et représenter différentes positions selon les situations et les pays) ; certains font même évoluer leurs lois en défaveur des personnes LGBTQI+ (par exemple, en 2007 au Nigeria, est promulguée une loi opposée au mariage de personnes de même genre, à la suite de manifestations allant dans le sens opposé en lien avec les revendications de l'International Conference on AIDS and STIs in Africa (Icasa)). À la même période, des mariages clandestins ont lieu dans plusieurs pays, certains mis en lumière dans des articles de journaux. Selon Christophe Broqua, une revue des médias semblerait indiquer une forte tendance homophobe sur le continent africain car sont souvent mis en avant des faits liés à des violences, de la répression, des drames, mais dans la réalité, l'Afrique offre une très vaste palette de réglementations et situations, allant de la lutte contre les discriminations et une évolution vers l'égalité des droits à des répressions parfois très dures, voire mortelles ; de plus, la vie quotidienne peut être plus facile pour certaines communautés dans des pays dont la loi interdit certaines pratiques (ce qui n'est toutefois pas toujours le cas), tandis que même en Afrique du Sud, certains groupes sont particulièrement ciblés par des violences.
Par ailleurs, les poursuites juridiques concernant les auteurs de violences, notamment envers les personnes transgenre, s'améliorent dans certains pays : aux États-Unis, le Colorado connaît le premier jugement en tant que « crime de haine contre une personne trans » en 2008, pour le meurtrier d'Angie Zapata. Dans les médias anglo-saxons, la représentation des personnes transgenres s'améliore par rapport aux stéréotypes transphobes des années 1990, et il semble que l'acceptation y soit davantage visible.
Dans les années 2010, au Royaume-Uni, l'Equality Act (Loi pour l'égalité) institue notamment le changement de sexe en tant que caractéristique protégée dans le pays, ainsi que différents points concernant la non-discrimination et l'égalité des droits. Dans le monde anglo-saxon, la visibilité des personnes transgenre augmente, notamment dans les médias, en politique et dans le sport. Cependant, il existe toujours des violences envers les personnes transgenre, ainsi que certains règlements qui les discriminent.
En 2019, sur le continent africain, l'homosexualité reste considérée comme un crime dans plusieurs pays, tandis qu'elle ne l'est plus dans d'autres pays ; ceci touche les personnes qui sont identifiées en tant que lesbienne, gay, transgenre ou queer, par exemple. Parmi les pays qui ont choisi de ne pas contraindre les droits des personnes homosexuelles, se trouvent par exemple l'Afrique du Sud, la Côte d'Ivoire, le Gabon, le Lesotho, le Mali et la République démocratique du Congo (RDC). L'Afrique du Sud fait partie des pays du monde ayant un cadre juridique accordant de nombreux droits et interdisant les discriminations se référant à l'orientation sexuelle, même si les violences contre les personnes LGBTQI+ y restent nombreuses dans la société.
Certains États et personnalités politiques dans le monde se sont saisis des luttes en faveur des droits des personnes LGBTQI+ et, par exemple, début 2021, le nouveau président américain Joe Biden promeut dans sa politique étrangère la défense de ces droits partout dans le monde, en les liants aux « valeurs démocratiques », reprenant en même temps une partie du travail débuté en 2011 par le président Barack Obama. Certains groupes militants en faveur de ces droits approuvent ceci, tout en signalant qu'il y a nécessité d'être parfois discret dans le soutien à certaines organisations pour qu'il y ait des résultats concrets ; la militante Jessica Stern indique ainsi : « Une des manières les plus efficaces et constantes pour discréditer les personnes LGBTQI et notre mouvement, c’est de les accuser d’être des produits des Occidentaux et d’une forme de colonisation, en pointant le financement par des donateurs étrangers ». Le chercheur et professeur américain Philippe Ayoub indique qu'il est important de conserver le pouvoir des militants locaux de décider des manières de lutter contre les discriminations et pour les droits dans le contexte local ; il précise : « Ce genre de politique étrangère ne peut être imposée par le haut. Cela doit être fait avec précaution, en partenariat avec la société civile de chaque pays ». En 2021, dans le monde, près de deux pays sur trois ont rendu légales les relations homosexuelles, et le mariage entre personnes de même genre est possible dans 28 pays, d'après l'International Lesbian, Gay, Bisexual, Trans and Intersex Association.

### Pensée radicale
Les premiers partisans de la libération homosexuelle sont souvent issus des différentes formes du marxisme. Leur imaginaire est formé par l'analyse révolutionnaire et marxiste, à laquelle s’ajoute parfois une touche de dérision.
Une chanson, écrite par Marie-Jo Bonnet et chantée au cours du Tribunal de Dénonciation des crimes contre les femmes organisé par le MLF à Paris en 1972, montre l'engagement des « Gouines Rouges » en faveur d'un changement radical de la société :

« À bas l’ordre bourgeois/ Et l’ordre patriarcal/ À bas l’ordre hétéro/ Et l’ordre capitalo/ Nous les gouines, les lesbiennes/ Les vicieuses, les infâmes/ Nous aimons d’autres femmes/ Nous briserons nos chaînes/ Ne rasons plus les murs/ Aimons-nous au grand jour. »

L'auteure Margaret Cruikshank (en) prétend entre autres dans son ouvrage The gay and lesbian liberation movement, que « la libération gaie ne pouvait pas être complètement assimilée par la gauche (…) étant donné sa forte nature chaotique. En plus, la libération gaie tend à promouvoir un haut degré d’individualisme du fait évidemment qu’elle s’est alimentée à même des expériences privées qui ont conforté l’impression d’être différent des autres »[réf. nécessaire]. La cause sexuelle (et la cause féministe dans une moindre mesure) se transforme par conséquent en sujet de discorde, au point qu'elle précipite parfois la rupture au sein de groupes marxistes.
Mis à part de tels épisodes, les années libérationnistes demeurent une époque de grande convergence[réf. nécessaire]. Alors que la solidarité apparaît parfois comme allant de soi, notamment entre les mouvements gay et féministe, elle se montre d’autres fois plus surprenante. Dans son Gay Manifesto paru en 1970, l’Américain Carl Wittman (en) appelle ainsi les autres homosexuels à soutenir la lutte des femmes, des hippies, des blancs radicaux, mais également la libération des latinos et des noirs américains.
Les autres mouvements de libération se rangent à leur tour, peu ou prou, derrière le combat des homosexuels. Huey P. Newton, leader du Black Panther Party, exprime en ces mots sa solidarité avec la cause gaie : « nous le savons tous bien, notre première impulsion est souvent de vouloir mettre notre poing dans la figure des homosexuels, et de vouloir qu’une femme se taise… Nous devons perdre ces sentiments d’insécurité (…). Ils (les gais) sont peut-être la couche la plus opprimée au sein de cette société… Le Front de libération des femmes et le Front de libération des homosexuels sont nos amis ».

## Cadres théoriques

### Questionnement identitaire
Si la révolution telle que voulue par les activistes gays renvoie en premier à une rupture sociopolitique, un important volet identitaire y est néanmoins attaché. La déconstruction des identités homo/hétéro et homme/femme est donc à l’ordre du jour à l’époque, quoique beaucoup moins mise en avant qu’elle ne l'est dans les années 1980 et 1990. Tout en dénonçant la colonisation psychologique que le pouvoir hétérosexuel fait subir aux homosexuels (« We are children of straight society. We still think straight: that is part of our oppression »), Carl Wittman (en) n’en recourt pas moins à une grille foncièrement identitaire lorsqu’il prêche en faveur de la création d’un territoire distinct pour les homosexuels, ainsi que des institutions et des médias distincts[réf. nécessaire].
C’est probablement les lesbiennes qui mettent alors la plus grande emphase sur la déconstruction des catégories. En effet, les militantes lesbiennes sont en prise avec un constant dilemme, qui les oblige à questionner sans cesse leur identité : doivent-elles militer en premier lieu comme homosexuelles ou comme femmes ? La peur classique portée par le mouvement féministe d’être étiquetées de lesbiennes enragées par les hommes, incite de nombreuses homosexuelles féministes à prendre leurs distances face à la catégorie « lesbienne ». Autant le mot que le concept représentent aux yeux de ces dernières une création du pouvoir patriarcal, un pouvoir qui utilise le qualificatif de « lesbienne » pour rasseoir toute femme qui ose se lever.
Monique Wittig compare par exemple l’évolution des termes « femme » et « esclave » et dénonce le fait que l’émancipation des femmes ne se soit pas traduite par la mise au rencard de la réalité « femme », tout comme l’émancipation des noirs s’était jadis répercutée par l’abandon de l’appellation « esclave » au sein de la population noire. Une autre raison justifie par ailleurs la désintégration du concept de femme : les frontières rigides du masculin/ féminin représenteraient pour l’individu un déni total de sa liberté et freineraient son épanouissement personnel. Pour être en harmonie avec sa personnalité profonde, pour être une personne la plus authentique et la moins censurée possible, il faudrait selon les lesbiennes radicales, non pas réformer les identités de genre, mais les abolir.

## Revendications

### Droits LGBT
Les droits LGBT revendiqués se regroupent en trois catégories : tout d'abord, il y a la fin de la persécution judiciaire et policière des minorités sexuelles et de genre, tels que l'interdiction légale des relations homosexuelles sanctionnées de prison ou de peine de mort, le contrôle policier des lieux de sociabilité LGBT, ou les discriminations légales tel que l'interdiction faite aux personnes ouvertement homosexuelles de servir dans l'armée. Le second volet des droits correspond à la reconnaissance juridique des expériences de vie LGBTI, tel que l'accès aux parcours de transition, au mariage, ou à l'homoparentalité. Enfin, la protection contre les violences, tels que l'interdiction des thérapies de conversion, des opérations de réassignation sexuelle sans consentement effectués sur les enfants intersexes ou des propos homophobes, mais aussi la possibilité pour les personnes migrantes fuyant l'homophobie ou la transphobie de leurs pays d'origine d'obtenir le droit d'asile.

## Représentations

### Industrie audiovisuelle

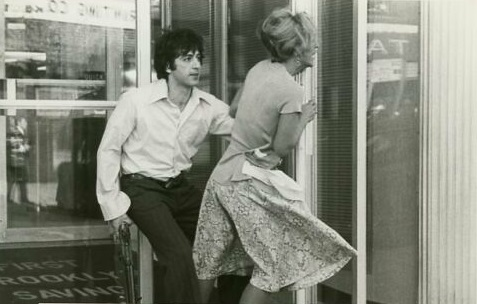
Al Pacino dans Un après-midi de chien.

L'une des premières représentations cinématographiques des luttes LGBT est Un après-midi de chien : inspiré de la vie de John Wojtowicz (en), le filme raconte comment Sonny braque une banque pour pouvoir financer la chirurgie de réattribution sexuelle de son épouse trans et gagne peu à peu la sympathie des clients qu'il retient en otage. Elizabeth Coffey (en) aurait dû jouer le rôle de l'épouse, mais la production a préféré donner le rôle à un homme cis, Chris Sarandon,.
La représentation cinématographique du mouvement LGBT est difficile. Deux films mettent en scène les émeutes de Stonewall de 1969, avec à chaque fois des réécritures historiques qui nient l'importance politique du moment : le premier, Stonewall, sorti en 1995, prétend que les émeutes sont dues à la mort de Judy Garland, tandis que le second, Stonewall, sorti en 2015, minimise l'implication des personnes racisées, trans, des drag queens et des lesbiennes dans cette révolte pour mettre en scène à la place un jeune homme gay et cis. Ces réécritures font que ces deux films ont été vivement critiqués à leur sortie et sont depuis largement oubliés par la communauté LGBTQIA+. En revanche, le biopic Harvey Milk, sorti en 2008, est quant à lui très bien reçu, de même que Bayard Rustin de 2023.
Plusieurs œuvres cinématographiques se penchent spécifiquement sur les relations entre les personnes lesbiennes et bisexuelles avec la militance féministe : La Belle Saison raconte ainsi, sur fond d'une histoire d'amour entre une militante du MLF et une agricultrice, les tensions liées à la classe sociale ; Mrs. America évoque les tensions entre féministes et conservatrices, mais aussi entre féministes hétérosexuelles et luttes LGBT ; enfin, Le Viol met en scène l'affaire Tonglet-Castellano, où plaide l'avocate féministe Gisèle Halimi pour défendre les victimes, un couple de lesbiennes. Les luttes féministes ne sont pas les seules à être montrées dans leurs imbrications avec la cause LGBT : Pride parle ainsi des liens avec la grève des mineurs britanniques, tandis que La Fracture évoque les Gilets jaunes.
Le format série permet de réaliser des fresques historiques de l'histoire du mouvement LGBT : ainsi Fiertés se focalise sur l'histoire LGBT en France, tandis que Queers (en) évoque l'histoire LGBT au Royaume-Uni.